# در آینه دیدمش
«در آینه دیدمش» (انگلیسی: I Saw It in the Mirror) ترانه‌ای از ابرگروه موسیقی پاپ آبا است که در سال ۱۹۷۳ منتشر شد. این ترانه در اوایل سال ۱۹۷۰ ضبط شده بود و نسخۀ کمیابی از ضبط اصلی آن در نسخهٔ دِلوکس آلبوم رینگ رینگ منتشر شده‌است. در این ترانه از پیانو الکتریک استفاده شده‌است.